# Парамоновка (Челябинская область)
Парамоновка — упразднённая в 1973 году деревня на территории современного Саткинского района Челябинской области России. Вошла в черту рабочего посёлка Межевой. Находилась на реке Ай.

## География
Расположен на западе области, на левобережье реки Ай, в устье реки Ищельки, при автодороге 75К-199.
Главная улица — Известковая.

## Топоним
Названа по фамилии первых поселенцев Парамоновых.

## История
В 1973 году посёлок Новая Пристань, деревни Ваняшкино, Айская Группа, Парамоновка были включены в состав образуемого рабочего посёлка Межевой.

## Транспорт
Через Парамоновку проходит автодорога регионального значения «Бирск — Тастуба — Сатка» (идентификационный номер: 74 ОП РЗ 75К-199). Остановка общественного транспорта «Парамоновка».